# Mickey in Arabia
Pour plus de détails, voir Fiche technique et Distribution.
Mickey in Arabia est un dessin animé de Mickey Mouse produit par Walt Disney pour Columbia Pictures et sorti le 18 ou le 20 juillet 1932.

## Synopsis
Mickey fait un voyage en Arabie avec Minnie. Il arrive sur un chameau dans un souk. Ils font les touristes. Minnie prend plusieurs photos mais un habitant malhonnête décide de l'enlever et de s'enfuir à cheval. Mickey tente de le poursuivre mais son chameau a entre-temps décidé de se rafraîchir en buvant de la bière. Le ravisseur est un cheik qui voulait ajouter Minnie à son harem. Mickey entre dans la demeure du cheik. Après avoir éloigné Minnie des mains du cheik, sa garde empêche les deux souris de sortir. Mickey se retrouve face au cheik armé de deux pistolets qui, aveuglé par son turban, tire n'importe où même sur ses soldats armés de cimeterres. Ces derniers se réfugient dans des vases et des amphores de tous genres. Après avoir épuisé ses munitions et recouvré la vue, le cheik se met au lancer de couteaux qu'il a en grande quantité. Mickey parvient à lui renvoyer ceux enfichés dans un paravent derrière lequel il était caché et à s'enfuir dehors avec Minnie, cachée dans une jarre. Ils montent ensuite dans un minaret. Poursuivis par le cheik, ils courent sur les toits. La fuite n'est pas encore achevée car il faut redescendre. Mickey et Minnie tombent du haut du toit mais se rattrapent à un store. Le cheik n'a pas cette chance car Mickey a enroulé le store. De même les piques lancées du toit par les gardes arrivent sur le cheik. Mickey et Minnie peuvent alors s'enfuir sur le dos du chameau.

## Fiche technique
- Titre original : Mickey in Arabia
- Titre en français : Mickey en Arabie
- Autres Titres[1] :
  - Suède : Musse i Arabien
- Série : Mickey Mouse
- Réalisateur : Wilfred Jackson
- Animateur : David Hand
- Voix : Walt Disney (Mickey), Marcellite Garner (Minnie)
- Producteur : Walt Disney, John Sutherland
- Distributeur : Columbia Pictures
- Date de sortie : 18 juillet[2] ou le 20 juillet[1] 1932
- Format d'image : Noir et Blanc
- Son : Mono
- Durée : 7 min
- Langue : (en)
- Pays :  États-Unis

## Musiques du film
- Sur un marché persan d'Albert Ketèlbey (1920)

## Commentaires
Ce film a rarement été rediffusé en raison du caractère satirique voir raciste dû à l'évolution des mentalités depuis les années 1930. Les Arabes montrés dans ce film possèdent des traits en partie négroïdes et des comportements dignes des images d'Epinal de la colonisation.
Ce film est en quelque sorte une déclinaison orientale de The Gallopin' Gaucho (1928) et de The Cactus Kid (1931), la scène du bar remplacée par la visite du souk.